# Saint-Exupéry-les-Roches
Saint-Exupéry-les-Roches este o comună în departamentul Corrèze din centrul Franței. În 2009 avea o populație de 540 de locuitori.

## Evoluția populației
| An        | 1975 | 1982 | 1990 | 1999 | 2006 | 2009 |
| --------- | ---- | ---- | ---- | ---- | ---- | ---- |
| Populație | 509  | 474  | 515  | 529  | 525  | 540  |